# Hey!!!
《Hey!!!》是日本搖滾樂團FLOW出道以來的第22張單曲、也是樂團成立以來總計第26張單曲。2011年8月31日由Ki/oon Records（日本索尼音樂娛樂）發行。

## 解說
《Hey!!!》是搖滾樂團FLOW自從上一張單曲《1/3純情的感情》以來，相隔5個月發行的最新單曲。販售形式有初回生產限定盤和通常盤共兩種。另外，通常盤與初回規格盤有附贈「Hey!!! 特別標示貼紙」（CD封面照片貼紙）。
這首曲子的創作背景是受到2011年3月11日發生東日本大震災的影響而製作，成為人與人的連繫和重要性的代表歌曲。
同名標題曲曾被2011年1月起在讀賣電視台等日本電視網首播的電視動畫《惡魔奶爸》選為第3季（第24話至第35話，播出時間7月至9月）片頭主題曲使用。也是自從2010年發行的第19張單曲《CALLING》以來第2首被選為動畫主題歌曲的單曲。
單曲標語為『來自FLOW超級強大、最佳狀態的動畫歌曲就此降臨！！！』

## 收錄歌曲

### CD
所有歌曲由Takeshi Asakawa作曲。
1. Hey!!! [3:43]
  - 作詞：Kohshi Asakawa，編曲：FLOW & 篤志
  - 讀賣電視台等日本電視網電視動畫《惡魔奶爸》第3季片頭主題曲
2. Metamorphose [3:38]
  - 作詞：Kohshi Asakawa，編曲：FLOW & 篤志
3. COLORS（日语：COLORS (FLOWの曲)） -PIANO HOUSE Mix- [4:56]
  - 作詞：Kohshi Asakawa、Keigo Hayashi，編曲：TAKE
4. Hey!!! -Beelzebub Opening Mix-
5. Hey!!! (Instrumental)

## 初回特典內容
DVD
1. Hey!!!（Music Video）
2. Hey!!! MUSIC Video Off-Shot

- 「惡魔奶爸」作者親筆繪製豪華跨頁插圖的鴨舌帽貼紙
- 爆笑！卜寶×FLOW寶合作的標示貼紙
- “蠅王紋”原尺寸大小的閃亮貼紙

## 收錄專輯
- BLACK & WHITE（日语：BLACK & WHITE）（#1）
- FLOW ANIME BEST極（#1）